# Imaani
 (janvier 2010).
Si vous disposez d'ouvrages ou d'articles de référence ou si vous connaissez des sites web de qualité traitant du thème abordé ici, merci de compléter l'article en donnant les références utiles à sa vérifiabilité et en les liant à la section « Notes et références ».
Imaani, de son vrai nom Mélanie Crosdale, née à Nottingham en 1972, est une chanteuse britannique de soul et RnB.

## Biographie
Elle a représenté le Royaume-Uni au Concours Eurovision de la chanson en 1998 avec la chanson Where are you ? et a terminé 2e.
Elle fait partie du groupe britannique Incognito.